# Nadine Rodriguez
Nadine Rodriguez est une militante gibraltarienne des droits des personnes LGBT+, connue pour son rôle déterminant dans les premières avancées juridiques en faveur des couples de même sexe à Gibraltar. Avec sa conjointe, Alicia Muscat, elle forme l’un des premiers couples lesbiens à obtenir une reconnaissance légale dans le cadre du logement public dans le territoire. Son engagement a contribué à poser les bases du mouvement pour l’égalité des droits à Gibraltar.

## Biographie
Elle vit à Gibraltar depuis les années 1980, où elle rencontre Alicia Muscat, sa compagne depuis 1988. Le couple vit ouvertement son orientation sexuelle à une époque où l’homosexualité masculine était encore criminalisée dans le territoire britannique d’outre-mer (la décriminalisation n’intervient qu’en 1993).

### Vie privée
Nadine Rodriguez vit toujours à Gibraltar avec Alicia Muscat. Le couple, connu localement, participe ponctuellement à des événements de la communauté LGBT+ et soutient les actions de l’Equality Rights Group ou de la Gibraltar LGBTQ+ Committee, bien que préférant rester en retrait de la scène médiatique.

## Militantisme

### Requête en matière de logement
En 2009, Nadine Rodriguez et Alicia Muscat formulent une requête inédite auprès des autorités de Gibraltar pour obtenir un bail locatif conjoint dans le cadre du Gibraltar Government Housing Scheme, un programme public de logement. Leur démarche a pour but de faire reconnaître leur relation en tant que partenaires cohabitantes, un statut jusque-là réservé aux couples hétérosexuels mariés ou pacsés,.
Après un long processus administratif et un appui indirect d’acteurs du Equality Rights Group, le gouvernement finit par accéder à leur demande. Cette décision constitue un précédent historique, marquant la première reconnaissance implicite d’un couple de même sexe par l’administration gibraltarienne,,,.

### Impact
La victoire de Nadine Rodriguez et Alicia Muscat est largement saluée par les milieux militants comme un point de bascule dans la reconnaissance des droits LGBT+ à Gibraltar. Elle ouvre la voie à de futures avancées légales en matière de cohabitation, d’unions civiles (légalisées en 2014),, puis de mariage (légal en 2016).

## Postérité
La contribution de Nadine Rodriguez au mouvement LGBT+ local est généralement reconnue comme discrète mais déterminante. À travers son combat concret et sans visée partisane, elle incarne une approche pragmatique de la lutte pour l’égalité, en se concentrant sur les droits de la vie quotidienne (logement, sécurité).